# 먼로 (영화)
먼로(Munro)는 체코에서 제작된 진 디치 감독의 1960년 애니메이션, 코미디, 가족 영화이다. 하워드 모리스 등이 주연으로 출연하였다.

## 출연

### 주연
- 하워드 모리스

## 제작진
- 미술: 알 코우젤
- 애니메이션: 미르코 카체나